# Leucocelis albomaculata
Leucocelis albomaculata är en skalbaggsart som beskrevs av Moser 1904. Leucocelis albomaculata ingår i släktet Leucocelis och familjen Cetoniidae. Inga underarter finns listade i Catalogue of Life.